# Георг I фон Дитрихщайн
Георг I фон Дитрихщайн (на немски: Georg I von Dietrichstein; † 1446) е австрийски благородник от род Дитрихщайн в Каринтия.

## Произход
Син е на Петер фон Дитрихщайн († ок. 1417) и съпругата му Доротея Гос фон Рабенщайн (* ок. 1370; † сл. 1417). Внук е на Бернхард III фон Дитрихщайн († 1373/1376) и Доротея фон Химелберг (* ок. 1320). Правнук е на Никлас/Николаус I фон Дитрихщайн († 1338) и Инрут фон Химелберг или Демутис (* ок. 1279). Праправнук е на Рудолф I фон Дитрихщайн († сл. 1297/1320) и потомък на Рупрехт фон Дитрихщайн († 1064).
Фамилният замък Дитрихщайн е при Фелдкирхен в Каринтия и ок. 1500 г. става дворец.
Потомците му са издигнати през 1651 г. на имперски графове, 1684 г. на имперски князе и измират по мъжка линия през 1864 г. със смъртта на 10. имперски княз Мориц фон Дитрихщайн цу Николсбург.

## Фамилия
Той се жени за Елизабет фон Хьофлинг и има 12 деца:
- Конрад II фон Дитрихщайн († ок. 1494), баща на:
  - Маргарета фон Дитрихщайн, омъжена 1493/1498 г. за Йохан IV фон Кьонигсберг († 1505)
- Мориц фон Дитрихщайн († 1507/1508), женен за Флорентина Морнауерин
- Панкрац фон Дитрихщайн-Рабенщайн (* 1446; † ок. 4 септември 1508), женен 1464 г. за Барбара Гусл фон Турн († 1518); има пет деца
- Николаус VI фон Дитрихщайн († млад)
- Томас фон Дитрихщайн († 1502)
- Бернхард V фон Дитрихщайн († 1480)
- Кристоф фон Дитрихщайн († 1453)
- Мартин фон Дитрихщайн († сл. 1476)
- Балтазар фон Дитрихщайн
- Доротея фон Дитрихщайн († ок. 1475), омъжена за Ханибал (Мартин) Хемерл цу Ленк († сл. 1466/1475)
- Агнес фон Дитрихщайн, омъжена за Мелхиор Хамермайстер
- Маргарета фон Дитрихщайн, омъжена за Йохан фон Кьонигсберг